# Dualistisches System
Das dualistische System ist eine Form der Organisationsverfassung für Unternehmen.  
Das dualistische System bedeutet die Trennung von Geschäftsführung und Kontrolle. Hierfür stehen zwei getrennte Organe, das Leitungsorgan und das Aufsichtsorgan. Aktiengesellschaften nach dem deutschen Aktienrecht müssen eine solche Trennung aufweisen und Geschäftsführung und Kontrolle auf diese zwei Organe verteilen. Dabei ist der Vorstand das Leitungsorgan und für die Geschäftsführung verantwortlich. Dessen Kontrolle übt der Aufsichtsrat als Aufsichtsorgan aus.
Das Gegenteil zum dualistischen System ist das monistische System.
Im Völkerrecht spricht man von einem dualistischen System, wenn ein völkerrechtlicher Staatsvertrag zuerst von der landesinternen Gesetzgebung übernommen werden muss, um in diesem Land Gültigkeit zu erlangen. Auch hier besteht der Gegensatz zum monistischen System.